# Rockdale, Wisconsin
Rockdale är en ort (village) i Dane County i Wisconsin i USA. Vid 2010 års folkräkning hade Rockdale 214 invånare.